# 트로이나 전투
트로이나 전투(Battle of Troina)는 1943년 7월 31일에서 8월 6일까지 트로이나에서 일어난 연합군의 시칠리아 침공의 전투이다.
이 전투는 트로이나를 둘러싸고 있는 수많은 산과 언덕을 중심으로 벌어진 전투이다. 중무장한 연합군과 추축군은 상대방의 기지를 향해 직접적, 간접적인 공격을 벌였다. 이 전투는 연합군이 추축군의 방어선이었던 에트나 선(Etna Line)을 돌파하면서 연합군의 승리로 끝났다.

## 전투 서열

### 연합군
- 제2군단- 오마 브래들리 중장 (미국)
  - 제1보병사단 - 테리 드 라 메사 알렌 소장 (미국)
    - 제16보병연대
    - 제18보병연대
    - 제26보병연대

  - 미국 9 보병사단 - 맨튼 에디 소장 (미국)
    - 제39보병연대
    - 제60보병연대

### 추축군
- 제15기갑척탄병사단 - 에베르하르트 로트 소장 (나치 독일)

104기갑척탄병연대
115기갑척탄병연대
129기갑척탄병연대
- 이탈리아 제28보병사단 - 자코모 로마노 소장 (이탈리아 왕국)

5기갑척탄병연대
6기갑척탄병연대